# 燃える茨の前のモーセ
『燃える茨の前のモーセ』（もえるいばらのまえのモーセ、独: Moses vor dem brennenden Dornbusch、英: Moses before the Burning Thorn Bush）は、イタリア・バロック期の画家ドメニコ・フェッティが1615-1617年ごろ、キャンバス上に油彩で制作した絵画である。『旧約聖書』中の「出エジプト記」(3章1-12) にあるモーセの逸話を題材としている。作品はレオポルト・ヴィルヘルム大公のコレクションにあったもので、現在、ウィーンの美術史美術館に所蔵されている。

## 作品
ミディアンで生活を続けていたモーセは、ある日、羊の群れを追ってホレブ山に登り、そこで燃える茂みを目にする。いつまでも燃え尽きない不思議な茂みに引き寄せられるように近づいたモーセは、そこで「虐げられるイスラエルの民をエジプトから連れ出すように」という神の啓示を聞く。モーセは荷が重いと断るが、ついには兄のアロンとともにイスラエルの民をエジプトから「ミルクと蜂蜜が流れる」地カナンに連れ出すという使命を果たすこととなった。
本作は、羊飼いモーセの前の燃え尽きない茂みに現れる神を表している。神はモーセに「ここは聖なる場所。履物を脱ぎなさい」と命じ、モーセは慌ててその声に従っている。モーセの足元には彼が追ってきた羊、そして羊飼いの杖が見える。聖書では燃える茂みを「柴」と訳すが、実際にどんな植物だったのかはわからない。本作では、棘を持つ茨のような植物が描かれている。「燃える茨」は、『新約聖書』に登場するイエス・キリストの受肉の先触れとしての神の顕現を表すという。
この絵画で興味深いのは複数の光源が存在することである。モーセの顔にあたる光、羊にあたる光、燃える柴にあたる光など、光の方向はバラバラで、多数のライトに照らされているようである。ダイナミックな筆遣いと肌の色の表現で知られるフェッティは、このように1枚の絵画に複数の用い、神々しさを表す手法を得意とした。